# Mieczysław Łoganowski
Mieczysław Łoganowski (ur. 1895 w Kielcach, zm. 29 lipca 1938 w miejscu egzekucji Kommunarka pod Moskwą) – działacz socjalistyczny i komunistyczny, uczestnik rewolucji październikowej, dowódca dywizjonu artylerii lekkiej 1. Polskiej Armii Czerwonej, dyplomata ZSRR.
W 1914 ukończył gimnazjum w Częstochowie i wstąpił do PPS, kolportując nielegalną literaturę w Kielcach i Warszawie. Współpracował z Polską Organizacją Wojskową (POW). Od grudnia 1914 do marca 1916 więziony w Warszawie i Niżnym Nowogrodzie, następnie był robotnikiem w moskiewskim przedsiębiorstwie wodno-kanalizacyjnym. W 1917, po rewolucji lutowej i obaleniu caratu pracował w Moskiewskim Komitecie Wojenno-Przemysłowym, a jednocześnie działał w moskiewskiej grupie PPS. Uczestniczył w przewrocie bolszewickim w Moskwie w listopadzie 1917. Od grudnia 1917 był współpracownikiem moskiewskiego oddziału Komisariatu do spraw polskich. W czerwcu 1918 wystąpił z PPS i wstąpił do Rosyjskiej Komunistycznej Partii (bolszewików) i wstąpił do Zachodniej Dywizji Strzelców, w której został dowódcą 1. dywizji artylerii lekkiej; pełnił to stanowisko od września do grudnia 1918. Następnie odbył pierwszy Moskiewski Kurs Czerwonych Dowódców, który ukończył w marcu 1919 z nominacją na komisarza i szefa wydziału wywiadu 15 Armii sowieckiej.
Po utworzeniu w lipcu 1920 Tymczasowego Komitetu Rewolucyjnego Polski został komendantem jego obwodu białostockiego i napisał odezwę "Do walki o Polskę robotniczą", w której wzywał miejscową ludność do wstępowania do 1. białostockiego "pułku robotniczego", oraz rozpoczął formowanie 2. białostockiego pułku strzelców, a następnie (od 1 września 1920) formowanie dywizjonu artylerii lekkiej 1. Polskiej Armii Czerwonej, którego został dowódcą.
W maju 1921 przeszedł do służby w sowieckiej dyplomacji, w której był m.in. w latach 1921–1923 II sekretarzem Przedstawicielstwa Pełnomocnego RSFRR/ZSRR w Warszawie, w latach 1923–1925 I sekretarzem Przedstawicielstwa ZSRR w Austrii, w latach 1925–1927 członkiem kolegium Ludowego Komisariatu Spraw Zagranicznych ZSRR i kierownikiem Wydziału Politycznego i Wydziału Krajów Nadbałtyckich i Polski tego Komisariatu, w latach 1927–1931 był radcą, a następnie Chargé d’affaires Poselstwa ZSRR w Persji. W 1934 był delegatem na XVII Zjazd WKP(b). 1934–1937 był zastępcą ludowego komisarza handlu zagranicznego ZSRR Arkadija Rozengolca. Od 2 kwietnia 1937 był krótko zastępcą ludowego komisarza przemysłu spożywczego ZSRR.
W 1925 był przewodniczącym delegacji sowieckiej w Mieszanej Komisji Polsko-Sowieckiej rozpatrującej sprawy sporów granicznych i przyczynił się do podpisania (3 sierpnia 1925) w Moskwie dwustronnej umowy w sprawie incydentów granicznych, która przyczyniła się do polepszenia stosunków między Polską a ZSRR. Według Piotra Gontarczyka był kierownikiem sowieckiej siatki agenturalnej w Warszawie i dostarczał uzbrojenie i bomby polskim komunistom, umożliwiając im przez to m.in. wysadzenie składu amunicji w warszawskiej Cytadeli 13 października 1923; miał także zaplanować zamach na Józefa Piłsudskiego w Sulejówku.
W okresie "wielkiej czystki"  16 maja 1937 roku został aresztowany przez NKWD. 29 lipca 1938 został skazany na śmierć przez Kolegium Wojskowe Sądu Najwyższego ZSRR za "udział w kontrrewolucyjnej organizacji terrorystycznej", stracony tego samego dnia w miejscu egzekucji Kommunarka pod Moskwą i tam też pochowany.
Zrehabilitowany 12 grudnia 1956 postanowieniem Kolegium Wojskowego SN ZSRR.